# Bitwa pod Richmond
Bitwa pod Richmond w stanie Kentucky — starcie wojsk Konfederacji oraz Unii w ramach wojny secesyjnej.
Gen. dyw. Edmund Kirby Smith prowadząc w połowie roku 1862 ofensywę na Kentucky — w ariergardzie piechota gen. bryg. Patricka Cleburne'a oraz kawaleria płk Johna Scotta — 29 sierpnia, w pobliżu Richmond natrafił na wojska Unii. Po południu do potyczki dołączyła artyleria i piechota, zmuszając Konfederatów do odwrotu w kierunku Big Hill.
W tym czasie, dowódca kontyngentu Unii gen. dyw. Mahlon Manson, wysłał brygadę pod Rogersville, celem zaangażowania secesjonistów w walkę. Po południu unioniści harcowali jeszcze z siłami Cleburne'a i sytuacja była patowa. Głównodowodzący siłami Północy, gen. dyw. William "Bull" Nelson, poinformowany o sytuacji przez Mansona, rozkazał posłanie dodatkowej brygady następnego dnia.
Kirby Smith i Cleburne wydali rozkaz marszu, celem wzmocnienia dywizji gen. bryg. Thomasa Churchilla. Cleburne udał się na północ przez Kinston, rozproszył harcowników Północy, po czym zbliżył się do walczących sił Mansona, przy Zion Church. W miarę jak upływał czas, nowe oddziały dołączały się do bitwy. Po ostrzale artyleryjskim Konfederaci uderzyli na prawą flankę przeciwnika, zmuszając wojska Unii do odwrotu. Uciekając, Jankesi próbowali stawić opór gromadząc się w swoim obozie, jednakże bezskutecznie.
Do tego momentu dowódcy obu sił przybyli na pole bitwy i przejęli dowodzenie. Nelson zebrał wokół siebie trochę oddziałów na cmentarzu opodal Richmond, jednakże zostały rozbite — dowódca Unii ledwo uszedł przed ogarnięciem.
Dzięki zwycięstwie, droga do Lexington oraz Frankfortu stała otworem.